# هوگو آینه
هوگو آینه (انگلیسی: Hugo Aine؛ زادهٔ ۱۱ دسامبر ۱۹۹۵) بازیکن فوتبال اهل فرانسه است.
از باشگاه‌هایی که در آن بازی کرده‌است می‌توان به باشگاه فوتبال آژاکسیو اشاره کرد.
وی همچنین در تیم ملی فوتبال Corsica بازی کرده‌است.